# Penha Longa e Paços de Gaiolo
Penha Lonha e Paços de Gaiolo es una freguesia portuguesa del municipio de Marco de Canaveses, distrito de Oporto.

## Historia
Fue creada el 28 de enero de 2013 con el nombre de Penhalonga e Paços de Gaiolo en aplicación de una resolución de la Asamblea de la República de Portugal promulgada el 16 de enero de 2013 con la unión de las freguesias de Paços de Gaiolo y Penha Longa, pasando su sede a estar situada en la antigua freguesia de Penha Longa. Esta denominación se mantuvo hasta el 23 de mayo de 2017 que pasó a su actual nombre en aplicación de la alteración de denominación n.º 20/2017 que modificaba su denominación.

## Demografía
| Gráfica de evolución demográfica de Penha Lonha e Paços de Gaiolo entre 2011 y 2021 |
|                                                                                     |
| Datos según el nomenclátor publicado por el INE portugués.                          |